# Sphaeralcea davidsonii
Sphaeralcea davidsonii là một loài thực vật có hoa trong họ Cẩm quỳ. Loài này được (B.L. Rob.) Jeps. miêu tả khoa học đầu tiên năm 1925.